# El Capitolio (Grado)
El Capitolio o palacete Velázquez es una casa de indiano situada en la localidad asturiana de Grado.

## Historia
La casa se atribuye al arquitecto Juan Miguel de la Guardia por encargo del indiano Pancho García después de que una vivienda previa, de los años 1880, fuera arrasada por un incendio. Se construyó a finales del siglo XIX e inicios del XX. Durante la Guerra Civil fue ocupada a modo de cuartel y saqueada. La familia la recuperó tras la contienda y la vendió al también indiano Manuel Velázquez, cuya familia actualmente mantiene su propiedad.

## Descripción
De estilo ecléctico, sigue los gustos de la arquitectura indiana. Es un edificio de planta cuadrada de dos pisos más buhardilla, con torre anexa de cuatro alturas que remata en una cubierta de forma piramidal.